# Lochaber-Partie-Ouest
Pour les articles homonymes, voir Lochaber.
Lochaber-Partie-Ouest est une municipalité de canton dans Papineau, en l'Outaouais, au Québec (Canada).
Essentiellement rurale, la municipalité est située en périphérie des villes de Thurso et Gatineau.

## Toponymie
Elle est nommée en l'honneur du village écossais de Lochaber. Ses habitants sont les Lochabérais.

## Histoire

### Chronologie
- 1891 : La municipalité de canton de Lochaber-Partie-Ouest se détache de la municipalité du canton de Lochaber.

## Géographie
La rivière Blanche traverse l'est de la municipalité vers le sud jusqu'à sa confluence avec la rivière des Outaouais.

## Démographie
| 1996 | 2001 | 2006 | 2011 | 2016 | 2021 |
| ---- | ---- | ---- | ---- | ---- | ---- |
| 477  | 460  | 514  | 646  | 856  | 926  |

## Administration
À l'origine, la municipalité était dans le comté de Papineau. Elle a été incorporée dans la municipalité régionale de comté de Papineau en 1983.
Les élections municipales se font en bloc pour le maire et les six conseillers.
| Lochaber-Partie-Ouest Maires depuis 2001                                                                             |                    |         |          |
| Élection | Maire              | Qualité | Résultat |
| 2001 | Michel Labrecque   |         | Voir     |
| 2005 | Michel Labrecque   | Voir    |          |
| 2009 | Michel Labrecque   | Voir    |          |
| 2013 | Jean-Pierre Girard |         | Voir     |
| 2017 | Pierre Renaud      |         | Voir     |
| 2021 | Pierre Renaud      | Voir    |          |
| Élection partielle en italique Depuis 2005, les élections sont simultanées dans toutes les municipalités québécoises |                    |         |          |